# Cristhian Mosquera
Cristhian Mosquera, właśc. Cristhian Andrey Mosquera Ibargüen (ur. 27 czerwca 2004 w Alicante) – hiszpański piłkarz pochodzenia kolumbijskiego, występujący na pozycji obrońcy w angielskim klubie Arsenal. Reprezentant Hiszpanii do lat 21.

## Sukcesy

### Valencia CF
- Puchar Króla (2. miejsce): 2021/2022

### Reprezentacyjne
- Złoty medal Igrzysk olimpijskich: 2024